# 2-го відділення радгоспу «Новоусманський»
2-го відділення радгоспу «Новоусманський» (рос. 2-го отделения совхоза «Новоусманский») — селище у Новоусманському районі Воронезької області Російської Федерації.
Населення становить 189 осіб (2010). Входить до складу муніципального утворення Баб'яковське сільське поселення.

## Історія
Населений пункт розташований у історичному регіоні Чорнозем'я. Від 1929 року належить до Новоусманського району, спочатку в складі Центрально-Чорноземної області, а від 1934 року — Воронезької області.
Згідно із законом від 15 жовтня 2004 року входить до складу муніципального утворення Баб'яковське сільське поселення.

## Населення
| 2008 | 2010 |
| ---- | ---- |
| 183  | ↗189 |